# António Semedo
Antonio Sanchez Semedo (n. 1 iunie 1979, Lisabona) este un fotbalist portughez retras din activitate.
A jucat în Liga I pentru trei cluburi. S-a transferat la CFR Cluj în vara anului 2006 și a purtat numărul 16 pe tricou. După un transfer nereușit la Steaua București, a ajuns în 2009 la Unirea Urziceni.

## Performanțe internaționale
A jucat pentru echipele, din România, Steaua București și Unirea Urziceni în grupele UEFA Champions League, contabilizând 10 meciuri în această competiție și reușind să marcheze un gol pentru Unirea Urziceni împotriva echipei germane VfB Stuttgart, meci disputat la Stuttgart, pe stadionul Mercedes-Benz Arena, terminat cu scorul 3-1.